# Liste des épisodes de Médaka Box
Cette page recense la liste des épisodes de l'adaptation animée du manga Médaka Box.

## Génériques
| Générique | Épisodes | Début           | Début              | Fin                       | Fin          |
| Générique | Épisodes | Titre           | Artiste            | Titre                     | Artiste      |
| --------- | -------- | --------------- | ------------------ | ------------------------- | ------------ |
| Saison 1  | 1 – 12   | HAPPY CRAZY BOX | Minami Kuribayashi | Ohanabatake ni Tsuretette | Aki Toyosaki |
| Saison 2  | 1 – 12   | BELIEVE         | Minami Kuribayashi | Guardian Hearts PARADOX   | Aki Misato   |

## Saison 1 - Médaka Box
| No                    | Titre français                                      | Titre japonais                                     | Titre japonais                                            | Date de 1re diffusion |
| No                    | Titre français                                      | Kanji                                              | Rōmaji                                                    | Date de 1re diffusion |
| --------------------- | --------------------------------------------------- | -------------------------------------------------- | --------------------------------------------------------- | --------------------- |
| 1                     | Le conseil des étudiants en action !                | 生徒会を執行する！                                 | Seitokai o Shikkōsuru!                                    | 4 avril 2012          |
| [Chapitre 1] —        |                                                     |                                                    |                                                           |                       |
| 2                     | Es-tu le coupable ? Bien sûr, c'est moi !           | 貴様が犯人か？／当然、私だ！                       | Kisama ga han'nin ka? / Tōzen, watashida!                 | 11 avril 2012         |
| [Chapitre 2 – 3] —    |                                                     |                                                    |                                                           |                       |
| 3                     | Ne m'imite pas ! Comme tu voudras, Médaka !         | 余計な真似だよ！！／めだかさんの御心のままにっ！！ | Yokeina maneda yo!!/ Medaka-san no o kokoronomamani tsu!! | 18 avril 2012         |
| [Chapitres 4 – 5] —   |                                                     |                                                    |                                                           |                       |
| 4                     | Fais ton choix ! Tu es sur le point de faire un vœu | どっちやねん！！／願いがあるなら                   | Dotchiya nen!!/ Negai ga arunara                          | 25 avril 2012         |
| [Chapitres 6 – 7] —   |                                                     |                                                    |                                                           |                       |
| 5                     | Gagne ton argent !                                  | 勝って得よ！                                       | Katte toku yo!                                            | 2 mai 2012            |
| [Chapitres 9 - 10] —  |                                                     |                                                    |                                                           |                       |
| 6                     | Je ne m'attends pas à ce que tu comprennes          | わかってもらおーなんて思ってないよ                 | Wakatte morao nante omotsu tenai yo                       | 9 mai 2012            |
| [Chapitres 11 - 12] — |                                                     |                                                    |                                                           |                       |
| 7                     | Chacun le fait ? Mon propre air !                   | 誰にでもこういうことするの？／勝手でなければ！！   | Dare ni demo kōiu koto suru no? / Katte de nakereba!!     | 16 mai 2012           |
| [Chapitres 8 - 13] —  |                                                     |                                                    |                                                           |                       |
| 8                     | J'écraserai Médaka Kurokami !                       | 黒神めだかは私が潰します！！                       | Kurokami Medaka wa watashi ga tsubushimasu!!              | 23 mai 2012           |
| [Chapitres 14 - 15] — |                                                     |                                                    |                                                           |                       |
| 9                     | Ce n'est pas grave si vous n'allez pas à la mer !   | やり過ぎなけりゃ正義じゃねえ！                     | Yari suginakerya seigi janē!                              | 30 mai 2012           |
| [Chapitres 16 - 17] — |                                                     |                                                    |                                                           |                       |
| 10                    | Je ne t'oublierai pas                               | 私は正しくなんかない                               | Watashi wa tadashiku nanka nai                            | 6 juin 2012           |
| [Chapitres 18 - 19] — |                                                     |                                                    |                                                           |                       |
| 11                    | C'est la fin !                                      | これで決着だ！！                                   | Kore de ketchakuda!!                                      | 13 juin 2012          |
| [Chapitres 20 - 21] — |                                                     |                                                    |                                                           |                       |
| 12                    | Même sans Médaka Kurokami !                         | 黒神めだかがいなくても！                           | Kurokami Medaka ga inakute mo!                            | 20 juin 2012          |

## Saison 2 - Médaka Box Abnormal
| No                    | Titre français                             | Titre japonais                            | Titre japonais                                | Date de 1re diffusion |
| No                    | Titre français                             | Kanji                                     | Rōmaji                                        | Date de 1re diffusion |
| --------------------- | ------------------------------------------ | ----------------------------------------- | --------------------------------------------- | --------------------- |
| 1                     | Les normaux, les spéciaux, et les anormaux | ノーマルと、スペシャルと、アブノーマル    | Nōmaru to, supesharu to, Abunōmaru            | 11 octobre 2012       |
| [Chapitres 22 - 24] — |                                            |                                           |                                               |                       |
| 2                     | Ma sœur, ma sœur, ma sœur !                | 妹・妹・妹だ！                            | Imōto, Imōto, Imōto da!                       | 18 octobre 2012       |
| [Chapitres 25 - 26] — |                                            |                                           |                                               |                       |
| 3                     | Fais-toi tout petit aujourd'hui !          | 今日中に叩き潰す！                        | Kyōjū ni Tatakitsubusu!                       | 25 octobre 2012       |
| [Chapitres 27 - 29] — |                                            |                                           |                                               |                       |
| 4                     | Le monstre que j'ai cherché                | 俺はお前という化物と                      | Ore wa Omae to Iu Bakemono to                 | 1er novembre 2012     |
| [Chapitres 30 - 32] — |                                            |                                           |                                               |                       |
| 5                     | Tu ne peux être tué                        | 君の命は殺せない                          | Kimi no inochi wa korosenai                   | 8 novembre 2012       |
| [Chapitres 33 - 37] — |                                            |                                           |                                               |                       |
| 6                     | S'il-te-plaît, deviens ma chose            | 俺の何かになってくれ                      | Ore no nanika ni natte kure                   | 15 novembre 2012      |
| [Chapitres 37 - 40] — |                                            |                                           |                                               |                       |
| 7                     | Kujira Kurokami, un nom charmant           | 黒神くじらという素敵な名前                | Kurokami Kujira to iu sutekina namae          | 22 novembre 2012      |
| [Chapitres 41 - 42] — |                                            |                                           |                                               |                       |
| 8                     | Je ne veux pas te voir pleurer             | 泣くところなんて見たくない                | Naku tokoro nante mitakunai                   | 29 novembre 2012      |
| [Chapitres 43 - 46] — |                                            |                                           |                                               |                       |
| 9                     | Médaka Kurokami, améliorée                 | 黒神めだか（改）です                      | Kurokami Medaka (Kai) desu                    | 6 décembre 2012       |
| [Chapitres 47 - 49] — |                                            |                                           |                                               |                       |
| 10                    | Faire que les gens soient heureux          | みんなを幸せにするためには                | Minna o Shiawase ni suru tame ni wa           | 13 décembre 2012      |
| [Chapitres 50 - 52] — |                                            |                                           |                                               |                       |
| 11                    | C'est tout ce qu'elle a écrit !            | これにて一件落着！                        | Kore nite ikkenrakuchaku!                     | 20 décembre 2012      |
| [Chapitres 53 - 55] — |                                            |                                           |                                               |                       |
| 12                    | Kumagawa est un bon joueur                 | めだかボックス番外編:グッドルーザー球磨川 | Medaka Bokkusu Bangaihen: Guddo Rūzā Kumagawa | 27 décembre 2012      |